# 陆伟杰
陆伟杰，互联网武术文化视频内容生产商《凌云说》创始人之一，中国大陆演员，主要作品有《凌云说之每周棍堂》。
| 中文名   | 陆伟杰 | 职业     | 《凌云说》创始人之一/演员          |
| 国籍     | 中国   | 主要成就 | 2015年中国双节棍邀请赛单、双棍冠军 |
| 出生地   | 上海   | 主要成就 | 2016年中国双节棍邀请赛优秀裁判员   |
| 出生日期 | 1991年 | 代表作品 | 《凌云说之每周棍堂》               |

## 人物简介
2012年，加入上海凌云棍道；参加过2012年东方卫视《中国达人秀》、2012年安徽卫视《势不可挡》等电视节目
2015年，获中国双节棍邀请赛单、双棍冠军
2015年，受互联网发展影响，开始筹划互联网武术文化视频内容生产
2016年，应邀担任中国双节棍邀请赛裁判
2016年，陆伟杰与黄飞鸿传人张佳荣、凌云棍道张发源组建网络武术娱乐视频生产团队“《凌云说》”

2017年2月，受邀赴约阿里巴巴常熟太极禅苑 （页面存档备份，存于），探讨武术在互联网的未来

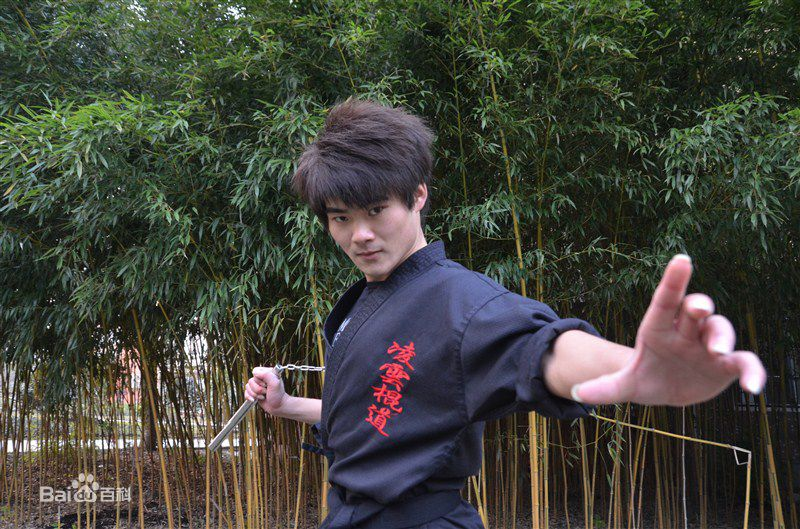
陆伟杰

## 主要作品
武术综艺网络剧《凌云说之每周棍堂》。